# Avtokefalnost
Avtokefalnost je organizacijska in upravna neodvisnost nacionalnih pravoslavnih cerkva od carigrajskega patriarha. Za primer, srbska pravoslavna cerkev je avtokefalna.